# Maxim Anatoljewitsch Topilin

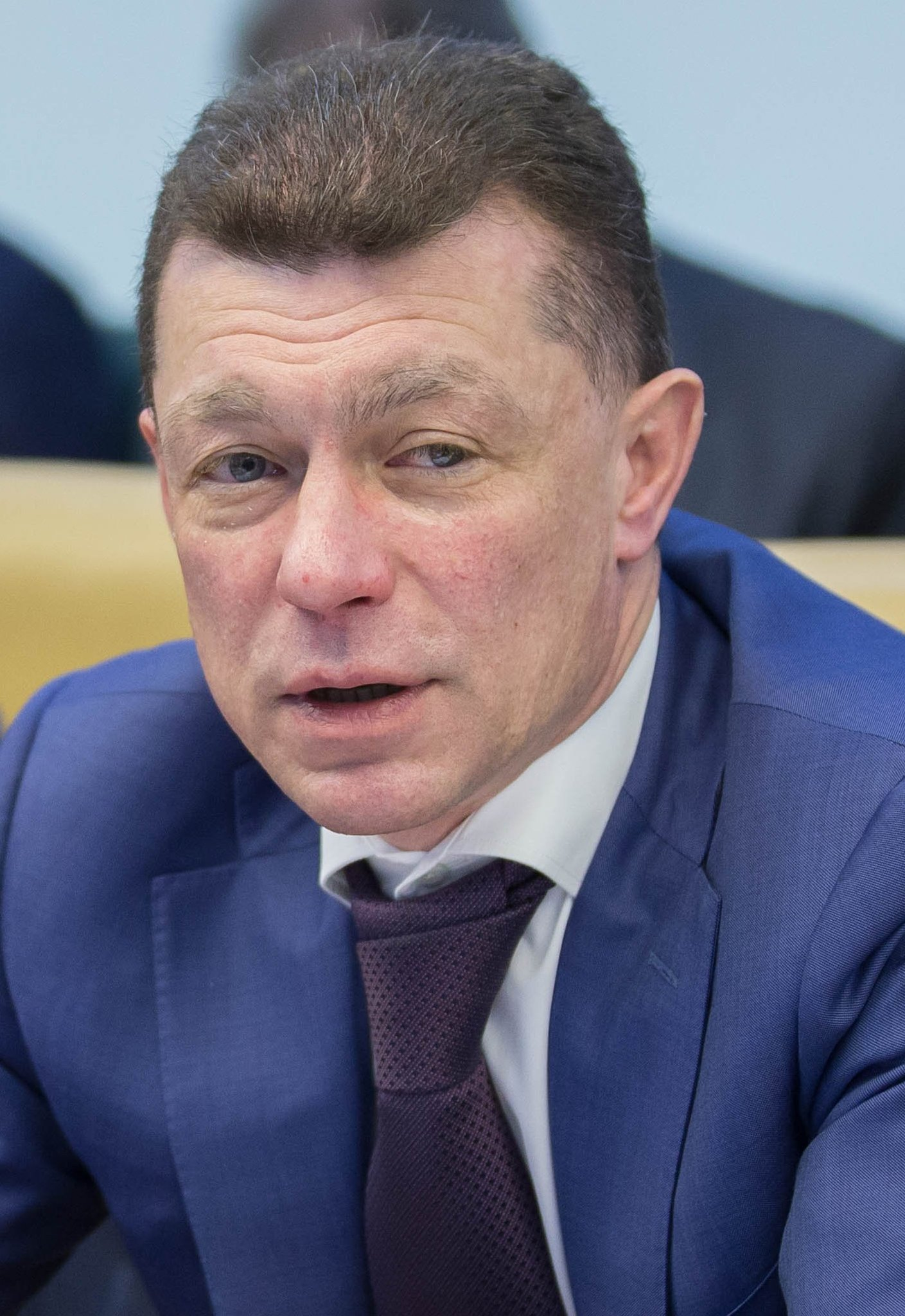
Maxim Topilin, 2017

Maxim Anatoljewitsch Topilin (russisch Максим Анатольевич Топилин; * 19. April 1967 in Moskau) ist ein russischer Politiker der Partei Einiges Russland. Er bekleidet den Rang eines Wirklichen Staatsrats 1. Klasse der Russischen Föderation.

## Leben
Topilin studierte am Plechanow Institut für Nationalökonomie in Moskau Wirtschaftswissenschaften. Von 1994 bis 2001 war Topilin im Büro des Ministerpräsidenten von Russland tätig. Von 2012 bis Januar 2020 war er im Kabinett der Regierung der Russischen Föderation von Dmitri Anatoljewitsch Medwedew Minister für Arbeit und Soziales. 
Von Januar 2020 bis Februar 2021 war er Leiter des Rentenfonds der Russischen Föderation. Topilin ist verheiratet und hat zwei Kinder.